# Hydrocolus oblitoides
Hydrocolus oblitoides är en skalbaggsart som beskrevs av Roughley och Larson in Larson, Alarie 2000. Hydrocolus oblitoides ingår i släktet Hydrocolus och familjen dykare. Inga underarter finns listade i Catalogue of Life.